# Gare de Rosheim
Gare de Rosheim vasútállomás Franciaországban, Rosheim településen.

## Vasútvonalak
Az állomást az alábbi vasútvonalak érintik:
- Sélestat–Saverne-vasútvonal
- Rosheim–Saint-Nabor-vasútvonal

## Kapcsolódó állomások
A vasútállomáshoz az alábbi állomások vannak a legközelebb:
- Gare de Bischoffsheim
- Gare de Dorlisheim